# Рангони, Клаудио
Граф Клаудио Ранго́ни (итал. Claudio Rangoni), (26 сентября 1559 — 2 сентября 1621) — нунций (постоянный представитель) Папы римского при дворе короля Речи Посполитой Сигизмунде III.
Епископ Реджо-Эмилии в 1592 — 1621 годах.
Оказал важное влияние на историю России в период Смутного времени (1598—1618 гг.), представив 15 марта 1604 г. самозванца Лжедмитрия I королю Сигизмунду, как наследника русского престола и тем самым поспособствовав и дав повод началу польского вторжения 1604—1612 гг. В дальнейшем способствовал широкому признанию самозванца в Европе. Фигурирует в исторических документах как важный деятель периода Смуты.

## В культуре
Рангони стал действующим лицом второй редакции оперы М. П. Мусоргского «Борис Годунов»,  романа Ю. И. Фёдорова с тем же названием.